# Peter Schulting
Peter Schulting (Lemele, 19 augustus 1987) is een Nederlands wielrenner die anno 2024 rijdt voor het Diftar Continental Cyclingteam. Hij won in 2018 de Tacx Pro Classic.

## Overwinningen
2007
3e etappe Ronde van Berlijn
2010
Kernen Omloop Echt-Susteren
2016
3e etappe Ronde van Taiwan
Bergklassement Ronde van Taiwan
3e etappe Kreiz Breizh Elites
2017
Tobago Cycling Classic
2018
Omloop Houtse Linies
1e en 4e etappe Ronde van Roemenië
Tacx Pro Classic
Sluitingsprijs Zwevezele
2024
3e etappe ZLM Tour
2025
Ronde van Aalten
Ronde van Zutphen

## Ploegen
- 2006 –  Cyclingteam Jo Piels
- 2007 –  Cyclingteam Jo Piels
- 2008 –  Cyclingteam Jo Piels
- 2010 –  Cyclingteam Jo Piels
- 2011 –  Cyclingteam Jo Piels
- 2012 –  Cyclingteam Jo Piels
- 2014 –  Parkhotel Valkenburg Continental Cycling Team
- 2015 –  Parkhotel Valkenburg Continental Team
- 2016 –  Parkhotel Valkenburg Continental Team
- 2017 –  Destil-Jo Piels Cycling Team
- 2018 –  Monkey Town Continental Team
- 2020 –  VolkerWessels Cycling Team
- 2021 –  VolkerWessels Cycling Team
- 2022 –  VolkerWessels Cycling Team
- 2023 –  VolkerWessels Cycling Team
- 2024 –  Diftar Continental Cyclingteam

Bakker · van Breda · Buskermolen · de Jonge · Kleiman · Looij · van Luijk · Markus · Ockeloen · Pluto · van Rhee · Santoro · Schulting · Slik · van der Veekens · Zanotti